# 뷰티풀 피플
《뷰티풀 피플》(영어: Animals Are Beautiful People)은 남아프리카 공화국에서 제작된 제이미 에이스 감독의 1974년 자연 다큐멘터리 영화이다. 패디 오번이 해설을 맡았다.